# Golden Globe-galan 1999
Den 56:e upplagan av Golden Globe Awards, som belönade insatser inom TV och film från 1998, hölls den 24 januari 1999 från Beverly Hilton Hotel i Beverly Hills, Kalifornien.

## Vinnare och nominerade
Vinnarna listas i fetstil.

### Filmer
| Bästa film - drama | Bästa film - musikal eller komedi |
| --- | --- |
| - Rädda menige Ryan - Elizabeth - Gods and Monsters - Mannen som kunde tala med hästar - Truman Show | - Shakespeare in Love - Patch Adams - Bulworth - Zorro – Den maskerade hämnaren - Still Crazy - Den där Mary                                                                                                   |
| Bästa manliga huvudroll - drama | Bästa kvinnliga huvudroll - drama |
| - Jim Carrey – Truman Show - Stephen Fry – Wilde - Tom Hanks – Rädda menige Ryan - Ian McKellen – Gods and Monsters - Nick Nolte – Ont blod | - Cate Blanchett – Elizabeth - Fernanda Montenegro – Central do Brasil - Susan Sarandon – Vid din sida - Meryl Streep – One True Thing - Emily Watson – Hilary & Jackie                                        |
| Bästa manliga huvudroll - musikal eller komedi | Bästa kvinnliga huvudroll - musikal eller komedi |
| - Michael Caine – Little Voice - Antonio Banderas – Zorro – Den maskerade hämnaren - Warren Beatty – Bulworth - John Travolta – Spelets regler - Robin Williams – Patch Adams | - Gwyneth Paltrow – Shakespeare in Love - Cameron Diaz – Den där Mary - Jane Horrocks – Little Voice - Christina Ricci – The Opposite of Sex - Meg Ryan – Du har mail                                          |
| Bästa manliga biroll | Bästa kvinnliga biroll |
| - Ed Harris – Truman Show - Robert Duvall – A Civil Action - Bill Murray – Rushmore - Geoffrey Rush – Shakespeare in Love - Donald Sutherland – Without Limits - Billy Bob Thornton – En enkel plan | - Lynn Redgrave – Gods and Monsters - Kathy Bates – Spelets regler - Brenda Blethyn – Little Voice - Judi Dench – Shakespeare in Love - Sharon Stone – The Mighty                                              |
| Bästa regi | Bästa manus |
| - Steven Spielberg – Rädda menige Ryan - Shekhar Kapur – Elizabeth - John Madden – Shakespeare in Love - Robert Redford – Mannen som kunde tala med hästar - Peter Weir – Truman Show | - Shakespeare in Love – Marc Norman och Tom Stoppard - Bulworth – Warren Beatty och Jeremy Pikser - Truman Show – Andrew Niccol - Rädda menige Ryan – Robert Rodat - Happiness – Todd Solondz                  |
| Bästa sång | Bästa musik |
| - "The Prayer" (David Foster, Carole Bayer Sager, Alberto Testa och Tony Renis) – Det magiska svärdet - kampen om Camelot - "The Flame Still Burns" (Mick Jones, Marti Frederiksen och Chris Difford) – Still Crazy - "The Mighty" (Sting och Trevor Jones) – The Mighty - "Reflection" (Matthew Wilder och David Zippel) – Mulan - "Uninvited" (Alanis Morissette) – Änglarnas stad - "When You Believe" (Stephen Schwartz) – Prinsen av Egypten | - Truman Show – Burkhard von Dallwitz och Philip Glass - Mulan – Jerry Goldsmith - Ett småkryps liv – Randy Newman - Prinsen av Egypten – Stephen Schwartz och Hans Zimmer - Rädda menige Ryan – John Williams |
| Bästa utländska film | |
| - Central do Brasil (Brasilien) - Festen (Danmark) - Men with Guns (USA) - The Polish Bride (Nederländerna) - Tango (Argentina) | |

### Television
| Bästa TV-serie - drama | Bästa TV-serie - musikal eller komedi |
| --- | --- |
| - Advokaterna - Cityakuten - Felicity - I lagens namn - Arkiv X | - Ally McBeal - Dharma & Greg - Frasier - Just Shoot Me! - Spin City |
| Bästa manliga huvudroll i en TV-serie - drama | Bästa kvinnliga huvudroll i en TV-serie - drama |
| - Dylan McDermott – Advokaterna - David Duchovny – Arkiv X - Anthony Edwards – Cityakuten - Lance Henriksen – Millennium - Jimmy Smits – På spaning i New York                      | - Keri Russell – Felicity - Gillian Anderson – Arkiv X - Kim Delaney – På spaning i New York - Roma Downey – Touched by an Angel - Julianna Margulies – Cityakuten                   |
| Bästa manliga huvudroll i en TV-serie - musikal eller komedi | Bästa kvinnliga huvudroll i en TV-serie - musikal eller komedi |
| - Michael J. Fox – Spin City - Thomas Gibson – Dharma & Greg - Kelsey Grammer – Frasier - John Lithgow – Tredje klotet från solen - George Segal – Just Shoot Me!                   | - Jenna Elfman – Dharma & Greg - Christina Applegate – Jesse - Calista Flockhart – Ally McBeal - Laura San Giacomo – Just Shoot Me! - Sarah Jessica Parker – Sex and the City        |
| Bästa manliga huvudroll i en miniserie eller TV-film | Bästa kvinnliga huvudroll i en miniserie eller TV-film |
| - Stanley Tucci – Winchell - Peter Fonda – Stormen - Sam Neill – Merlin - Bill Paxton – A Bright Shining Lie - Christopher Reeve – Fönstret åt gården - Patrick Stewart – Moby Dick | - Angelina Jolie – Gia - Stockard Channing – The Baby Dance - Laura Dern – The Baby Dance - Ann-Margret – Pamela Harriman - århundradets kurtisan - Miranda Richardson – Merlin      |
| Bästa manliga biroll i en TV-serie, miniserie eller TV-film | Bästa kvinnliga biroll i en TV-serie, miniserie eller TV-film |
| - Don Cheadle – The Rat Pack - Gregory Peck – Moby Dick - Joe Mantegna – The Rat Pack - David Spade – Just Shoot Me! - Noah Wyle – Cityakuten                                       | - Faye Dunaway – Gia - Camryn Manheim – Advokaterna - Helena Bonham Carter – Merlin - Jane Krakowski – Ally McBeal - Wendie Malick – Just Shoot Me! - Susan Sullivan – Dharma & Greg |
| Bästa miniserie eller TV-film | |
| - Från jorden till månen - The Baby Dance - Gia - Merlin - The Temptations | |

### Cecil B. DeMille Award
- Jack Nicholson